# Benorilato
Il  benorilato  è un farmaco antinfiammatorio non steroideo (FANS). Si tratta di un "co-farmaco" formato dall'unione mediante legame estereo di acido acetilsalicilico e paracetamolo. Il vantaggio del Benorilato è la riduzione dell'irritazione provocata dai farmaci che lo compongono, presi singolarmente. Inoltre ha un effetto antinfiammatorio, che mancava al paracetamolo. In studi clinici sul trattamento della febbre nei bambini si è dimostrato inferiore a paracetamolo ed aspirina assunti separatamente. Inoltre, in quanto viene metabolizzato liberando acido acetilsalicilico, non è raccomandato nei pazienti pediatrici per il rischio di sviluppare la sindrome di Reye,